# Marijana Markovic
Marijana Marković (Francoforte sul Meno, 3 febbraio 1982) è una schermitrice tedesca.

## Palmarès
In carriera ha conseguito i seguenti risultati:
- Mondiali di scherma

L'Avana 2003: argento nella spada a squadre.
Torino 2006: bronzo nella spada a squadre.
San Pietroburgo 2007: bronzo nella spada a squadre.
Pechino 2008: bronzo nella spada a squadre.
Antalia 2009: bronzo nella spada a squadre.
- Europei di scherma

Funchal 2000: bronzo nella spada a squadre.
Smirne 2006: bronzo nella spada a squadre.
Kiev 2008: argento nella spada a squadre.